# 常州路 (青岛)
常州路是中华人民共和国山东省青岛市市南区的一条U型道路，也是全市最早建成的一批道路之一。该路西北口与东北口皆与广西路交叉，西南口连通太平路。
常州路的广西路口至太平路口段连同广西路的1号大门以西段始建于德国占领时期，其余路段原为环绕青岛欧人监狱的无名小路。
Template:青岛老街